# Randy Gradishar
Randolph Charles Gradishar (Warren, Ohio, 3 de marzo de 1952), más conocido como Randy Gradishar, es un exjugador profesional estadounidense de fútbol americano que se desempeñó en la posición de linebacker en la National Football League (NFL). Es miembro del Salón de la Fama del Fútbol Americano Profesional.

## Carrera
Gradishar jugó como profesional diez temporadas en Denver Broncos (1974-1983), equipo en el que se retiró.

## Reconocimiento
El 17 de enero de 2024, fue seleccionado para ser miembro del Salón de la Fama del Fútbol Americano Profesional.